# 에이브 (음악가)
에이브(AEV, [] ~ )는 대한민국의 팝 피아니스트이자 작곡가이다.

## 활동
- 2012년 인터랙티브 드라마 '스물, Wave의 시작'의 음악 감독.
- 2012년 연극 '햄릿'의 음악 감독.
- 변진섭밴드 마스터 세션맨으로 참여.
- 2012년 나는 가수다 II에서 가수 변진섭의 편곡자 및 키보드 연주자.
- 2012년 나는 가수다 II에서 국카스텐의 객원 키보드 연주자로 참여.
- 2012년 국카스텐 콘서트 Time After Time에 객원 키보드 연주자로 참여.

## 음반 목록

### 싱글
- Missed (2011년 3월 22일)
- Moon Light (2011년 6월 30일)
- Sadness For Myself (2012년 2월 29일)
- Something In Ordinary Day (2012년 5월 23일)
- Aev Diary Vol. 1 사랑은 거짓말이야 (2014년 1월 23일)
- Aev Diary Vol. 2 Broken Heart (2014년 2월 20일)
- Aev Diary Vol. 3 Love Potion (2014년 3월 19일)
- Aev Diary Vol. 4 MY GIRL MY BOY (2014년 4월 29일)
- Sonamu (2014년 5월 21일)
- Aev Diary Vol. 5 오빠는 바봉歌 (2014년 5월 29일)
- Aev Diary Vol. 6 음란마녀 (2014년 6월 26일)
- Aev Diary Vol. 7 Now Is Good (2014년 7월 24일)
- Aev Diary Vol. 8 영원히 둘이서 Part II (2014년 8월 25일)
- Aev Diary Vol. 9 여기 서있을게 (2014년 9월 30일)
- Aev Diary Vol. 10 사 이 (2015년 3월 13일)

### EP
- Evening Glow (2009년 11월 9일)
- The Beginning (2013년 5월 9일) - 피아노맨이란 이름으로 낸 EP음반
- Für Beethoven (2013년 9월 24일)

### 참여 앨범
- 김재석 - Of Wanted (2011년 5월 6일)
- 차수경 - 외사랑 (2013년 12월 26일)
- 반하나 - 흔한 여자 (2014년 8월 25일)
- 반하나 - Luminant Opus IV (2014년 10월 8일)
- 정원영 - 그때 그 겨울 (2014년 12월 2일)
- 김재석 - NaturalTone (2015년 3월 16일)
- 나는 가수다 II 편곡 참여
  - 2012년 8월 12일, 나는 가수다 II 8월 B조 경연 : 변진섭 - 비와 당신 (원곡 박중훈)
  - 2012년 8월 19일, 나는 가수다 II 8월의 가수전 : 변진섭 - 보고 싶다 (원곡 김범수)
  - 2012년 9월 16일, 나는 가수다 II 9월 B조 경연 : 변진섭 - 잊지 말아요 (원곡 백지영)
  - 2012년 9월 23일, 나는 가수다 II 9월 고별 가수전 : 변진섭 - 세월이 가면 (원곡 최호섭)
  - 2012년 10월 14일, 나는 가수다 II 10월 B조 경연 : 변진섭 - 사랑합니다 (원곡 팀)
  - 2012년 10월 21일, 나는 가수다 II 10월 고별 가수전 : 변진섭 - 별리 (원곡 김수철)

## 그 외
- 인터랙티브 드라마 《스물, Wave의 시작》 (2012년, 음악 감독)
- 연극 《햄릿》 (2012년, 음악 감독)
- 뮤지컬 《구텐버그》 (2013년 ~ 2014년, 피아니스트 찰스 역)